# To Feel Alive
To Feel Alive (estilizado en mayúsculas) es el segundo extended play (EP) de la cantante estadounidense Kali Uchis. Fue publicado de manera imprevista el 24 de abril de 2020 a través de Interscope y Virgin EMI. Debido al confinamiento por la pandemia de COVID-19 y la imposibilidad de realizar giras promocionales para su segundo álbum de estudio, tuvo que ser postergado hasta noviembre del mismo año.
La portada presente en el EP fue motivo de controversia, ya que contiene un arte explícito de una versión castaña de la cantante teniendo sexo oral con su versión rubia, representado las etapas de Por Vida e Isolation.

## Lista de canciones
| N.º   | Título                          | Productor(es)             | Duración |  |
| 1.    | «Honey Baby (Spoiled!)»         | Vegyn · Aja Grant         | 2:04     |  |
| 2.    | «Angel»                         | Kali Uchis · Bunx Dadda   | 2:23     |  |
| 3.    | «I Want War (But I Need Peace)» | Sounwave · Rogét Chahayed | 2:39     |  |
| 4.    | «To Feel Alive»                 | Uchis                     | 2:57     |  |
| 10:03 |                                 |                           |          |  |

## Créditos y personal
Adaptados desde AllMusic.
- Kali Uchis – Voz principal, composición, grabación, producción musical.
- Rogét Chahayed – Composición, producción musical.
- Austen Jux-Chandler – Masterización, mezcla, ingeniero de grabación, producción musical.
- Bunx Dadda – Producción musical.
- Jason Fleming – Composición.
- Aja Grant – Composición, producción musical.
- Henry Lunetta – Grabación.
- Prashant Mistry – Ingeniero de masterización, mezcla.
- Matt Morris – A&R.
- Mark Anthony Spears “Sounwave” – Composición, producción musical.
- Joe Thornalley – Composición.
- Vegyn – Producción musical.

## Posicionamiento en listas
| Listas (2021)                            | Mejor posición |
| ---------------------------------------- | -------------- |
| Estados Unidos (Top Current Album Sales) | 94             |